# BK Häcken
BK Häcken (celým názvem Bollklubben Häcken) je švédský fotbalový klub z města Göteborg, který byl založen 2. srpna 1940. Svá domácí utkání hraje na stadionu Rambergsvallen s kapacitou 8 000 míst, z nichž 3 000 je k sezení. Klubové barvy jsou černá a žlutá. V sezóně 2012 (ve Švédsku se hraje liga systémem jaro–podzim) se umístil na druhém místě švédské nejvyšší ligy Allsvenskan, což bylo doposud nejlepší umístění v historii klubu.

## Výsledky v evropských pohárech

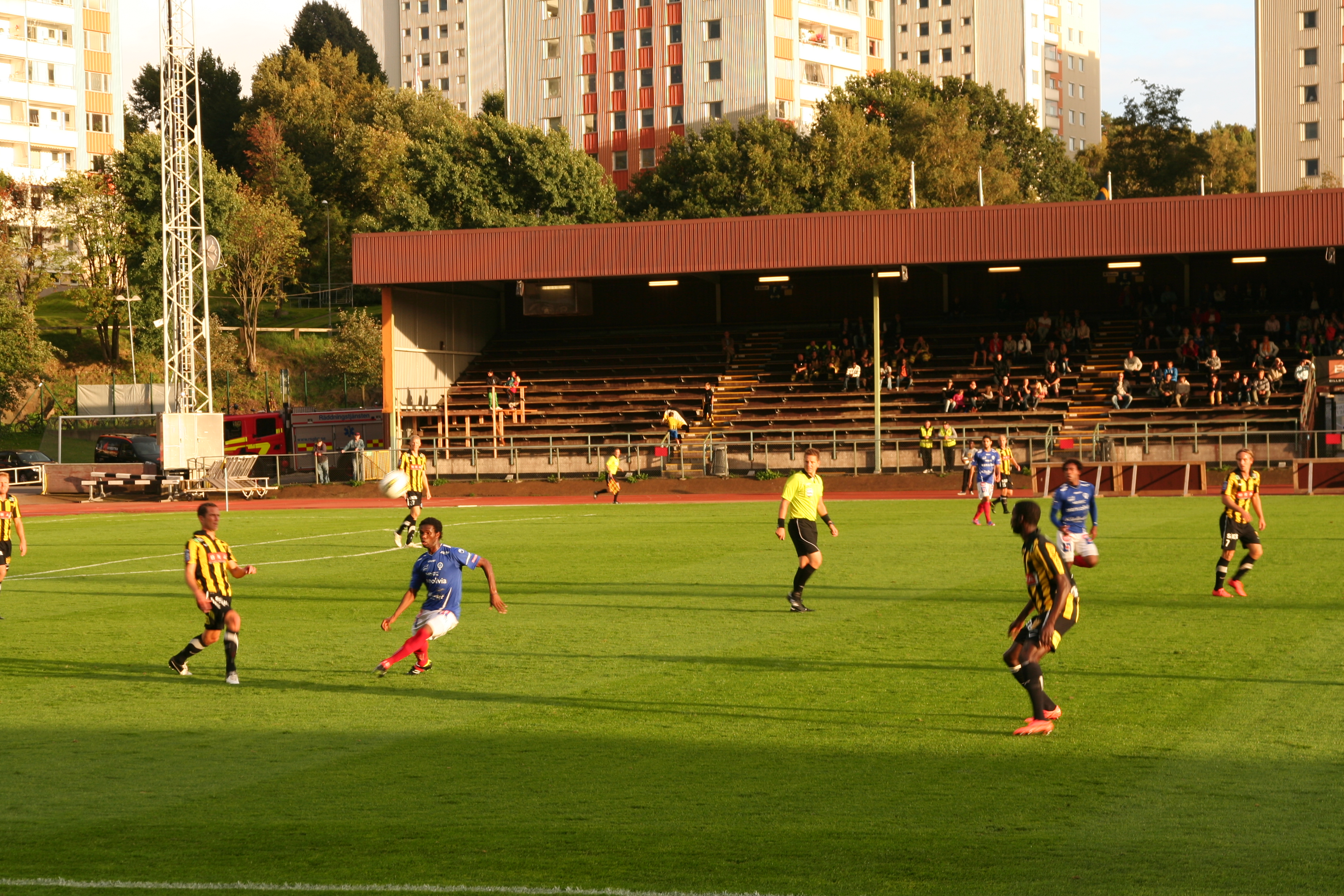
Stadion Rambergsvallen

| Ročník  | Soutěž             | Kolo        | Klub                         | Doma | Venku | Celkem | Postup  |
| ------- | ------------------ | ----------- | ---------------------------- | ---- | ----- | ------ | ------- |
| 2007/08 | Pohár UEFA         | 1. předkolo | Knattspyrnufélag Reykjavíkur | 1:1  | 1:0   | 2:1    | postup  |
| 2007/08 | Pohár UEFA         | 2. předkolo | Dunfermline Athletic FC      | 1:0  | 1:1   | 2:1    | postup  |
| 2007/08 | Pohár UEFA         | 1. kolo     | Spartak Moskva               | 1:3  | 0:5   | 1:8    | vyřazen |
| 2011/12 | Evropská liga UEFA | 1. předkolo | UN Käerjéng 97               | 5:1  | 1:1   | 6:2    | postup  |
| 2011/12 | Evropská liga UEFA | 2. předkolo | FC Honka                     | 1:0  | 2:0   | 3:0    | postup  |
| 2011/12 | Evropská liga UEFA | 3. předkolo | CD Nacional                  | 2:1  | 0:3   | 2:4    | vyřazen |
| 2013/14 | Evropská liga UEFA | 2. předkolo | AC Sparta Praha              | 1:0  | 2:2   | 3:2    | postup  |
| 2013/14 | Evropská liga UEFA | 3. předkolo | FC Thun                      | 1:2  | 0:1   | 1:3    | vyřazen |